# محمدباقر تاجبخش
محمدباقر تاجبخش (۱۲۹۷ - ؟) حقوق‌دان ایرانی و پژوهشگر بیمه بود. او در اواخر دوران پهلوی و اوایل انقلاب، رئیس هیئت مدیره و مدیر عامل بیمه ایران بود و پس از آن به وکالت مشغول شد. 
تاجبخش برای نگارش کتاب بیمه: انواع و شرایط آن در سال ۱۳۳۷ برندهٔ جایزه سلطنتی کتاب سال شد.